# Неферкахор

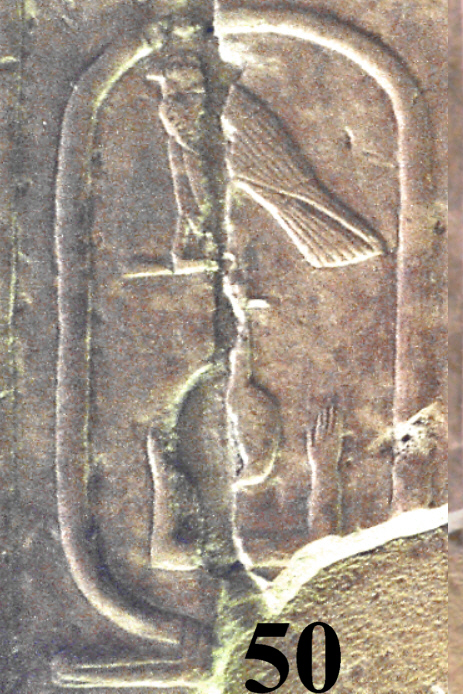
Неферкахор

Неферкахор — фараон Древнего Египта из VIII династии, правивший в XXII веке до н. э.
Фараон известен только из Абидосского списка. Его гробница не найдена. Сохранилась цилиндрическая печать с его именем. Вряд ли его правление превышало несколько лет.

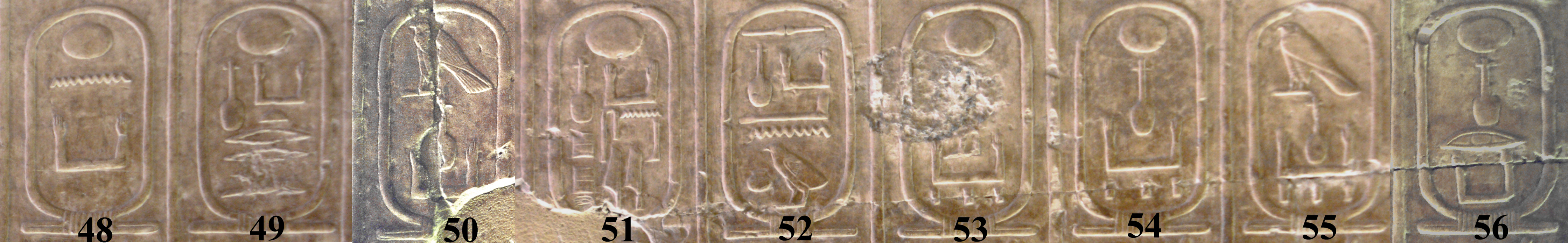
Абидосский список (фрагмент). Неферкахор записан под № 50